# Bellino Ghirard
Bellino Ghirard, né le 22 mai 1935 à Seyches en Lot-et-Garonne et mort le 26 juillet 2013 à Agen est un évêque catholique français qui fut évêque de Rodez de 1991 à 2011.

## Biographie

### Formation
Après avoir commencé sa formation aux grands séminaires d'Agen de 1954 à 1955 et de Bordeaux entre 1955 et 1956, il a continué sa formation entre 1960 et 1963 au séminaire universitaire Pie XI à Toulouse où il a obtenu des licences de théologie et d'italien.
Il est ordonné prêtre le 30 juin 1962 pour le diocèse d'Agen.
Il poursuit ensuite ses études en 1964 au grand séminaire de Strasbourg où il a été diplômé en philosophie scolastique.

### Principaux ministères
Tout en étant professeur d'italien au petit séminaire de Bon-Encontre et au Lycée Saint-Caprais d'Agen, il a exercé un ministère paroissial comme vicaire de la paroisse de Notre-Dame de Bon-Encontre (1971-1978). Il est ensuite nommé curé de Marmande (1978-1984). Il a ensuite été vicaire général du diocèse d'Agen de 1984 à 1990.
Nommé évêque coadjuteur de Rodez le 25 avril 1990, il a été consacré le 17 juin 1990. Il en devient l'évêque le 1er juin 1991.
Au niveau de la conférence des évêques de France, il a été président du comité épiscopal France-Amérique latine (CEFAL), membre de la commission épiscopale de la mission universelle de l'Église et de la commission sociale. Il a été aussi membre du conseil pour les mouvements et les associations de laïcs.
Dans une interview datée du 21 janvier 2010 au magazine de Rodez À l'Œil, il annonce qu'atteignant ses 75 ans, limite d'âge fixée par le droit canon, il présenterait prochainement sa démission au pape Benoît XVI. Celle-ci est finalement acceptée le 2 avril 2011, simultanément à l'annonce de la nomination de François Fonlupt comme évêque de Rodez.

## Prises de position
Au sein de la commission sociale de l'épiscopat français,  Bellino Ghirard a pris part à différentes déclarations remarquées sur des sujets de société, en particulier :

### Vis-à-vis du Sida
En 1995, en plein cœur de la crise du Sida, il co-rédige avec les cinq autres évêques de la commission sociale un texte cherchant à exprimer la position nuancée de l'Église de France vis-à-vis de la pandémie.

### Vis-à-vis du don d'organes
En 1996, par une nouvelle déclaration, la commission sociale veut encourager le don d'organes, « forme éloquente de fraternité ».

### Vis-à-vis du chômage
En 1997, à l'occasion du débat parlementaire sur la loi contre l'exclusion, les évêques de la commission sociale publient une déclaration intitulée N'oublions pas les chômeurs où ils invitent à un « travail en profondeur pour renouer inlassablement le lien social ». 

### Vis-à-vis de l'alcoolisme
Sur le même mode, il co-publie en 1998, toujours dans le cadre de la commission sociale des évêques de France, une réflexion éthique intitulée Alcool, Église et société qui aboutit sur des propositions concrètes pour lutter contre ce fléau.

### Vis-à-vis de la réforme des paroisses en Aveyron
« Le fait d'éloigner les prêtres des lieux de culte pose cependant problème » a-t-il déclaré au magazine ruthénois À l'Œil car les paroisses en Aveyron sont passées de 350 à 36 et le nombre de prêtres n'a jamais augmenté. Il est même passé de 500 environ en 1990 (trois fois plus que dans son diocèse d'origine d'Agen) à 200 aujourd'hui et 189 aveyronnais en mission étrangère. Le diocèse de Rodez et de Vabres est celui qui compte aujourd'hui le plus de laïcs engagés dans le sud de la France, « Il m'a dit que le pape m'avait gâté car le diocèse de Rodez était très très vivant et riche en ressources humaines et spirituelles. »a-t-il déclaré.

### Vis-à-vis du mariage des prêtres et de l'ordination des femmes
« Non, je ne crois pas que cela changerait quelque chose. Être prêtre c'est un engagement total il faut être prêt à donner sa vie » a déclaré l'évêque de Rodez à propos du mariage des curés. « Il n'en est pas question. Le prêtre est un pasteur comme l'était le Christ. C'est un homme. » a-t-il déclaré aussi repoussant toutes idées nouvelles à ce sujet au magazine A l'Œil de janvier 2010.

### Vis-à-vis du culte musulman
Dans un contexte où le port de la burka fait débat en France et que son utilisation a fait son apparition dans l'agglomération de Rodez, l'évêque disait : « Dans notre pays, on ne peut pas admettre que les femmes soient soumises au port de la burka. C'est une sorte de soumission ». Quant au vote de la Suisse sur l'identification des minarets, il disait : « La réaction des Suisses est exagérée. (…) Les Suisses sont allés un peu trop loin », toujours dans la même interview au magazine de Rodez À l'Œil daté de janvier 2010.

### Vis-à-vis des affaires de pédophilies en Aveyron
Le diocèse de Rodez a été le drame de plusieurs affaires de pédophilie.
Au début des années 2000, l'affaire du curé Jean-Lucien Maurel dans le nord de l'Aveyron. Celui-ci est condamné en 2000 à dix de prison pour viols et agressions sexuelles sur trois mineurs de 10 à 13 ans. Il est libéré en 2005 et vit alors à Rodez où il peut célébrer des messes n'ayant pas été défroqué. Son supérieur, Bellino Ghirard s'en explique en ces termes : « Le jugement des hommes est passé et je m’en remets au jugement de Dieu... ».
Une autre affaire de pédophilie en 2008 fut découverte sur un curé hébergé dans l'abbaye Notre-Dame de Bonnecombe, dans la communauté des Béatitudes, près de Comps-la-Grand-Ville. Pierre-Étienne Albert est accusé d'avoir agressé sexuellement 39 enfants entre 1985 et 2000. Le frère reconnaît l'ensemble des agressions sexuelles et donne le nom d'autres victimes pour lesquelles le tribunal ne peut statuer car les faits sont prescrits. Il est condamné à cinq ans de prison en décembre 2011 dans un premier jugement concernant 38 enfants et à trois mois dans un deuxième jugement, en 2015, pour une agression sur une jeune fille de 12 ans,.